# Коган-Ясный, Виктор Моисеевич
Виктор Моисеевич Коган-Ясный (до 1925 Коган; 1889—1958) — советский терапевт, заслуженный деятель науки УССР. Первым в СССР выделил препарат инсулина.

## Биография
Родился в Полтаве в семье служащего. Среднее образование получил в 1-й Полтавской гимназии, которую окончил в 1906 году. Поступил сначала на естественное отделение физико-математического факультета Императорского Харьковского университета, но в 1910 году перевелся на медицинский факультет.  Ученик профессора Шатилова Петра Ивановича. После окончания университета в 1913 году учится на специальных курсах по бактериологии. С 1912 по 1914 год работал в химико-бактериологической лаборатории, где заведовал химико-микроскопическим отделением.
Во время Первой мировой войны — военный врач. В 1915 году призван из запаса, младший врач Дрогичинского пехотного полка. Награждён орденом святого Станислава 3 степени "за отлично-усердную службу и труды, понесенные во время военных действий". Стоял у истоков основания первого и единственного в то время медицинского журнала в СССР «Врачебное дело» (Харьков, 1918).
В 1919 г. вместе с В. Я. Данилевским он выступил инициатором создания Органо-терапевтического института Харьковского медицинского общества (ныне Институт проблем эндокринной патологии АМН Украины им. В. Я. Данилевского).
Впервые в СССР, в 1923 году, в лаборатории В. Я. Данилевского получил инсулин и применил его в клинической практике.
В 1924 году В. М. Коган-Ясный защитил диссертацию на соискание ученой степени доктора клинической медицины на тему: «Некоторые данные об инсулине, его приготовление, физиологическое действие и применение». В 1926 году создал первый в Советском Союзе стационар в Харьковской 3-й поликлинике, куда впервые поступали эндокринные больные для обследования и лечения. Первый главный врач студенческой больницы в Харькове (с 1922) .
В 1927 году посещал Германию и Австрию, где знакомился с постановкой работы в клиниках виднейших специалистов по заболеваниям обмена профессоров Бернхарда Цондека, Леопольда Лихтвица, Карла Фридриха Венкенбаха, Отто Поргеса и других. В том же году В. М. Коган-Ясный организовал курорт «Березовские минеральные воды».
В 1930 г. под руководством В. М. Когана-Ясного в Харькове была открыта первая в Советском Союзе и третья в мире, после Берлина и Праги самостоятельная эндокринологическая клиника с научными лабораториями и диспансерами.
«Среди научных работников медицины заслуженный деятель науки проф. В. М. Коган-Ясный является одной из наиболее ярких фигур. Ученый-клиницист с огромным охватом мысли, он замечателен не одними научными работами — он дает определенное направление клинической мысли и не в одном, а в целом ряде отделов современной научной медицины.» 
(Георгий Владимирович Фольборт, академик АН УССР, ученик И. П. Павлова.) 
В 1932 году назначен председателем Чрезвычайной комиссии по оздоровлению Украины при Чрезвычайной санитарно-противоэпидемической комиссии. В 1940 году избран председателем Харьковского медицинского общества (состоял в должности по 1946 год). В 1941 году Президиумом Верховного Совета УССР был удостоен звания заслуженного деятеля наук.
Во время Великой Отечественной войны В. М. Коган-Ясный работал в эвакуации в Киргизии, где открыл первую в г. Фрунзе терапевтическую клинику. В 1943 г. Коган-Ясный был вызван в Москву главным терапевтом Красной Армии профессором Мироном Семёновичем Вовси и активно разрабатывал концепции оптимальной терапевтической помощи раненым на полях сражений и в госпиталях.
В 1944 году — главный терапевт Управления эвакогоспиталей НКЗ УССР и главный терапевт отдела эвакогоспиталей Харьковской области. Ответственный редактор журнала «Врачебное дело». В 1945 году назначен Главным терапевтом Министерства здравоохранения УССР. До 1953 года заведовал кафедрой госпитальной терапии Харьковского медицинского института.
7 февраля 1953 года был арестован в ходе «Дела врачей» по ложному обвинению в националистической деятельности и «вредительстве» в медицине и был освобожден 1 мая 1953 года с полной реабилитацией.
В последние годы своей жизни занимался консультированием, работал над статьями, создал монографию «Сахарный диабет» (изд-во «Медицина», 1957). Под его руководством была защищена кандидатская диссертация (В. С. Ронин) на тему: «Роль центральной нервной системы в механизме действия инсулина».
В день 69-летия В. М. Когана-Ясного среди поздравительных телефонных звонков раздался звонок из городского жилищного управления, чиновник которого предупредил профессора о том, что размеры его квартиры слишком велики и поэтому будет решаться вопрос о переселении Виктора Моисеевича с женой в другую, меньшую. Вечером этого дня у него случился инфаркт, через несколько дней oн умер. Похоронен на городском кладбище № 2 (Харьков).

### Семья
В 1925 году прибавил к своей фамилии фамилию супруги Марии Ехелевны Ясной, которая была дочерью харьковского купца первой гильдии Ехеля Абрамовича Ясного и сестрой экономиста Наума Ясного. У В. М. Когана-Ясного было двое детей: сын — Валентин и дочь Елена. Внук — Виктор Валентинович Коган-Ясный — политический деятель России, советник председателя партии «ЯБЛОКО».

## Публикации
- Некоторые данные об инсулине, его приготовление и применение, Харьков, 1923;
- Основи Tepaпії та лікувальної  профілактики, т. 1—3, Харків, 1934 (совм, с Черниковым Е. А.); Основи терапії та лікувальної профілактики : в 3 т. / В. М. Коган-. Ясний, Е. А. Черніков. – [Одеса] : Медвидав, 1934. –. Т. 1.
- Висцеральный сифилис, Киев, 1939; Диабет, Киев — Харьков, 1945;
- Современные представления о лечении различных форм гипертонии, Труды 6-го съезда тер. УССР, с. 3 23, Киев, 1949;
- Наша концепция об этиологии и патогенезе гипертонической болезни в свете Павловского учения, Врач, дело, № 12, с. 1081, 1950;
- Некоторые клиникоэкспериментальные данные о кортиковисцеральных факторах при гипертонии и язвенной болезни, в кн.: Пробл, корти-ко-висцер. патол., под ред. К. М. Быкова, с. 21, М. —Л., 1952;
- Сахарная болезнь, М., 1957.

Большинство его клинико-экспериментальных работ посвящено проблемам эндокринологии, язвенной болезни, эссенциальной гипертензии.
Автор 9 монографий, около 40 пособий, учебников и сборников, 175 научных работ по разным вопросам внутренней медицины, эндокринологии, физиологии, фармакологии. Под его руководством защищены 15 докторских и 35 кандидатских диссертаций.

## Память
В юбилейные даты персоналии вышли статьи в профессиональных медицинских журналах  и сюжеты на YouTube  . В Харькове, на улице Алчевских, против дома № 6, размещена памятная дощечка  Когану-Ясному В.М.